# Hollán Hugó
Hollán Hugó (angolul: Hugo Hollan) (Szombathely, 1819. március 14. – Jackson, Tennessee, Amerikai Egyesült Államok, 1863. április 1.) magyar és amerikai szabadságharcos katonatiszt. Hősi halált halt az amerikai polgárháborúban az északiak oldalán. Hollán Ernő hadmérnök, honvéd ezredes bátyja és Hollán Adolf orvos, miniszteri tanácsos öccse.

## Származása
Római katolikus polgári családban született. Édesapja Hollán József orvos, édesanyja a belga származású Holl Johanna.

## Pályája a császári és királyi hadseregben
A gimnázium elvégzése után 1838-ban önkéntesként lépett a császári és királyi hadseregbe, ahol 1845-re már hadnagyi rangot ért el. Az 1840-es évek első felében megnősült, ismeretlen nevű feleségétől, 1844-ben, illetve 1846-ban két fia született. 1848. augusztus 1-jén főhadnaggyá léptették elő. Ekkor a 12. (Nádor) huszárezredben, Csehországban szolgált.

## Szerepe az 1848–49-es szabadságharcban
1848. október 21-én ezrede 2. őrnagyi osztályával Virágh Gedeon hadnaggyal együtt megszökött állomáshelyéről. Magyarország felé tartó csapatát október 24-én császári erők támadták meg, de végül október 29-ére sikerült hazatérniük. Alakulatával csatlakozott a honvéd hadsereghez. November 11-én – visszamenőleg november 1. hatállyal – alszázadossá, 1849. április 18-án – visszamenőleg április 16. hatállyal – főszázadossá nevezték ki. Osztályával a feldunai hadtestben, majd az önálló, Kmety György vezette hadosztályban szolgált.

## Emigrációban
A szabadságharc végén Törökországba távozott. Az Aleppóban szolgáló Bem József kíséretéhez csatlakozott, majd Bem halála után két évvel kivándorolt az Amerikába. 1852. augusztus 17-én Illinois államban, Quincyben telepedett le. Még ugyanebben az évben megnősült. Második felesége az orosz származású Regina Butze lett, kitől 1854-ben egy leánya született. Ebben az időszakban különféle vállalkozásokból tartotta fenn családját, 1860-ban például teakereskedéssel foglalkozott.

## Az észak-amerikai polgárháborúban
Az észak-amerikai polgárháború kitörésekor önkéntesként belépett az Unió hadseregébe. 1861. április 20-ától július 29-éig káplárként szolgált az illinoisi 10. gyalogezred „A” századában, majd a missouri lovasság egy tartalék zászlóaljának parancsnoka lett. Alakulatát a közbeszédben Hollán-lovasságnak (Hollan Horse) nevezték. Csapata azonban nem váltotta be a hozzá fűzött reményeket, fegyelmi okokból John McAllister Schofield tábornok parancsára Hollán Hugót letartóztatták, hadbíróság elé állították és elvették tőle a zászlóalj parancsnokságát. A vád szerint Hollán néhány beosztott katonája fosztogatott, s erőszakoskodott a polgári lakosokkal, s ezt Hollán elmulasztotta megakadályozni. A történtek ellenére 1862. október 7-én ismét jelentkezett a hadseregbe és az illinoisi 119. gyalogezred kapitánya lett. Tennessee államban egy Jacksonnál vívott ütközetben vesztette életét. Lakóhelyén, Quincyben (Illinois) temették el 1863. április 9-én.